# Haplinis contorta
Haplinis contorta là một loài nhện trong họ Linyphiidae.
Loài này thuộc chi Haplinis. Haplinis contorta được A. David Blest miêu tả năm 1979.